# جلال بشرزاد
جلال بشرزاد (زادهٔ ۲۴ ژانویهٔ ۱۹۶۴) دروازه‌بان سابق تیم ملی فوتبال ایران، مربی فوتبال و اهل ایران است. وی در حال حاضر مدرس کنفدراسیون فوتبال آسیاست و دوره‌های مربیگری دروازه‌بانی را تدریس می‌کند.
از باشگاه‌هایی که بشرزاد در آن‌ها بازی کرده‌است می‌توان به باشگاه فوتبال پاس، باشگاه فوتبال گسترش، باشگاه فوتبال سایپا و باشگاه فوتبال پرسپولیس اشاره کرد. او با سایپا به مقام چهارمی جام قهرمانی باشگاه‌های آسیا دست پیدا کرد.
او در سالهای ۱۳۷۲ و ۱۳۷۳ دو سال متوالی با تیم سایپا قهرمان ایران و یک بار هم قهرمان جام حذفی کشور شد.